# Magloire Mayaula Nzeza
Magloire Mayaula Nzeza (* 6. Juni 1993 in Kinshasa) ist ein Volleyballspieler aus der Demokratischen Republik Kongo.

## Karriere
Mayaula begann im Alter von zehn Jahren an der Schule in Kinshasa mit dem Volleyball. Danach spielte er in seiner Heimat für den Verein Mwangaza. 2010 wechselte er zum algerischen Erstligisten ES Sétif.
2014 wurde der Mittelblocker vom deutschen Bundesligisten TV Bühl verpflichtet. In der ersten Saison erreichte er mit dem Verein das Halbfinale im DVV-Pokal und das Viertelfinale der Bundesliga-Playoffs. Außerdem nahm er am CEV-Pokal teil. In der Saison 2015/16 gab es im DVV-Pokal und in der Liga das gleiche Ergebnis. In der folgenden Saison musste sich Bühl im Pokal-Viertelfinale geschlagen geben und schied in der gleichen Runde der Bundesliga aus.
2018 wechselte Mayaula zum Aufsteiger TSV Giesen. Die Giesener erreichten im DVV-Pokal 2018/19 das Viertelfinale und in der Bundesliga-Saison den zehnten Rang. In der Saison 2019/20 gab es die gleichen Ergebnisse. In der Saison 2020/21 gab es erneut das Aus im Pokal-Viertelfinale und diesmal den neunten Platz in der Bundesliga-Hauptrunde. Nach dem nächsten Viertelfinal-Aus im DVV-Pokal 2021/22 erreichten die Grizzlys erstmals die Bundesliga-Playoffs. In der Saison 2022/23 kam der Mittelblocker aufgrund von Differenzen mit dem Team nicht zum Einsatz.
Im Sommer 2023 wechselte Mayaula schließlich zum Ligakonkurrenten WWK Volleys Herrsching. Im DVV-Pokal 2023/24 kam Herrsching ins Finale, aber in der Bundesliga endete die Saison im Playoff-Viertelfinale. Auch 2024/25 spielt Mayaula für Herrsching.